# Похороны поста
Похороны поста (Похороны Великого поста, Похороны жура; пол. Pogrzebanie postu, Pogrzeb żuru, Pogrzeb żuru i śledzia) — польский обряд проводного типа, изображающий похороны Великого поста или его символов, имитирующий похоронный обряд с характерной для него атрибутикой: похоронной процессией, отпеванием, гробом, закапыванием в землю, поминальной трапезой и др.

## Описание обряда
Обряд проводился на Пасху.
Обычай хоронить жура связан с довольно строгим соблюдение поста и отмечается в Куявии и Польском Поморье. В Пост ограничивается употребление многих продуктов, поэтому окончание поста было радостным событием. В Польше хоронили пост в Страстную пятницу вечером или в Великую субботу. Символический жур и селёдку носили от дома к дому, сопровождая юмористическими песнями и приветствиями. Сельдь, вырезанную из дерева или картона, на толстой верёвке подвешивали над дорогой. Это было символическим наказанием за долгий шестинедельный пост. Горшок жура хоронили за пределами деревни.